# Jedro (film)
Jedro (izvirno angleško The Core) je ameriški znanstvenofantastični film iz leta 2003. Govori o ekipi znanstvenikov, ki se podajo na nevarno odpravo v središče Zemlje, da bi ponovno dosegli vrtenje Zemljinega jedra, ki se je začelo ustavljati, kar bi pomenilo katastrofo svetovnih razsežnosti. Film je režiral Jon Amiel, v glavnih vlogah pa nastopajo Aaron Eckhart, Hilary Swank, Delroy Lindo, Bruce Greenwood, Stanley Tucci, DJ Qualls in Ray Galetti. Film so kritiki označili kot precej povprečen, pa tudi zaslužek je prinesel le približno polovico stroškov, ki so jih porabili za snemanje.

## Zgodba
Zaradi nenavadnih dogodkov, kot je odpoved srčnih spodbujevalnikov pri ljudeh, nenavadnem vedenju ptic in zasilnem pristanku raketoplana Space Shuttle zaradi nepojasnjene navigacijske napake znanstveniki, ki jih vodita dr. Keyes in dr. Zimsky, ugotovijo, da je vzrok tem dogodkom zaustavljanje Zemljinega jedra, ki je odgovorno za nastanek magnetnega polja okrog planeta. Oslabitev ali popolno prenehanje magnetnega polja bi povzročilo uničenje zaradi močnega sončnega in kozmičnega sevanja. V ta namen sestavijo načrt po katerem bi ponovno vrtenje jedra povzročili z detonacijo jedrskih nabojev v samem jedru Zemlje.
Pri tem je pomagal strokovnjak Ed Brazzelton, ki je razvil plovilo Virgil na jedrski pogon z močnim laserjem in izredno odpornim trupom, ki bi preneslo izredne temperature in pritisk v notranjosti Zemlje, poleg tega pa bi temperaturo učinkovito pretvorilo v električno energijo. Vojska poleg tega najame tudi Donalda Fincha, enega najboljših računalniških hekerjev, da bi spremljal novice na internetu in odstranjeval morebitne informacije o potencialni usodi planeta ter o sami odpravi, s čimer bi preprečili nastanek panike med ljudmi. Seveda pa obnašanje nekaterih ljudi iz vojske da vedeti, da o vzroku za prihajajočo katastrofo vedo več, kot so pripravljeni priznati.
Ekipa petih strokovnakov s plovilom Virgil, ki ga pilotirata astronavta Robert Iverson in Rebecca Childs (udeležena v zasilnem pristanku raketoplana), začne odpravo v Marianskem jarku. Na poti proti središču planeta naletijo na nekakšen kristal, v katerega se zatakne plovilo; pri reševanju situacije pa pilot Iverson izgubi življenje. Tam ugotovijo, da ima jedro precej drugačne fizikalne lastnosti od predvidenih, zato prvotni načrt ne bi deloval. Načrt zato spremenijo tako, da bi jedrske naboje odvrgli na točno določenih položajih v jedru in s pravilnim časovnim zaporedjem eksplozij ponovno poženejo jedro.
Medtem se javnost začne zavedati, da je nekaj hudo narobe, saj močna nevihta popolnoma opustoši Rim, luknja v magnetnem polju nad San Franciscom pa povzroči vdor močnega sončnega sevanja, ki tudi povzroči uničenje. Finch tako ne more več zaustaviti govoric o zadnjih dogodkih, uspe pa mu najti zaupne informacije o vojaškem projektu DESTINI, ki jih posreduje dr. Keyesu. Izvedo tudi, da je bil projekt DESTINI namennen razvoju orožja, ki bi sprožalo načrtne potrese, vendar je poskusni zagon tega sistema povzročil zaustavljanje jedra. Vojska se ponovno pripravi na zagon tega sistema z namenom poprave škode, vendar dr. Keyes oceni, da bo to imelo uničujoče posledice in naroči Finchu, naj najde način za prekinitev namer vojske. Slednje mu uspe s preusmeritvijo električne energije.
Medtem ekipa v jedru Zemlje nastavi jedrske naboje na pravo mesto, pri tem pa ugotovijo, da moč jedrskih nabojev ne bo zadostovala in zato zadnjemu od nabojev dodajo tudi jedrsko gorivo iz reaktorja, ki poganja plovilo. Načrt uspe in Zemljino jedro se začne ponovno vrteti. Z odstranitvijo goriva iz reaktorja plovilo nima več pogona, ki pa ga je možno zagotoviti s pomočjo energije, ki jo proizvede material, iz katerega je plovilo. Na ta način je možen povratek na površje Zemlje, celotno misijo pa preživita le dr. Keyes in Rebecca Childs.
Vojska je nato podrobnosti o odpravi označila za strogo zaupne, vseeno pa Finch podatke o odpravi in projektu DESTINI objavi na internetu in s tem poskrbi, da ekipa, ki je rešila planet, ni pozabljena.